# Daniel Gráč
Daniel Gráč (* 13. Juni 1943 in Horné Orešany; † 30. Januar 2008 ebenda) ist ein ehemaliger tschechoslowakischer Radrennfahrer und nationaler Meister im Radsport.

## Sportliche Laufbahn
Gráč war im Straßenradsport und im Querfeldeinrennen (heutige Bezeichnung Cyclocross) aktiv. Er gewann 1962 den Grand Prix ZTS Dubnica nad Váhom, 1963 konnte er diesen Sieg wiederholen. 1964 wurde er Vize-Meister im Querfeldeinrennen hinter Jaroslav Antoš, im Sommer gewann er dann die nationale Meisterschaft im Straßenrennen. Die Meisterschaft im Mannschaftszeitfahren gewann er 1963 bis 1965 unter anderem gemeinsam mit Jan Smolik, Jiří Háva und Josef Volf.
Er war Teilnehmer der Olympischen Sommerspiele 1964 in Tokio für die Tschechoslowakei. Dort startete er olympischen Straßenrennen und wurde beim Sieg von Mario Zanin 22. des Rennens. Gráč hatte viele Einsätze bei internationalen Etappenrennen, so konnte er 1965 Etappen in der Olympia’s Tour und der Bulgarien-Rundfahrt erzielen und den 4. Platz in der Marokko-Rundfahrt belegen. In der Tunesien-Rundfahrt 1964 und in der Jugoslawien-Rundfahrt 1966 gewann er eine Etappe. 1967 gewann er einen Tagesabschnitt der Österreich-Rundfahrt. In der Internationalen Friedensfahrt startete er 1967 und belegte den 25. Platz. 1967 siegte er im Eintagesrennen Puchar Ministra Obrony Narodowej. Er startete für den Verein Dukla Brno.

## Berufliches
Ab 1970 trainierte er Nachwuchsfahrer im Verein Dukla Trenčín und war mehrere Jahre Nationaltrainer des Tschechoslowakischen Radsportverbandes.